# Kees Smit Tuinmeubelen
Kees Smit Tuinmeubelen is een Nederlandse winkelketen, gespecialiseerd in de verkoop van tuinmeubelen. Het bedrijf heeft drie vestigingen: een in Almelo, een in Amersfoort en een in Venlo. Het bedrijf beschikt tevens over webwinkels in Nederland, België en Duitsland.

## Geschiedenis
In 1942 startten Henk Smit sr. en zijn vrouw Corrie met de verkoop van huishoudelijke artikelen. Smit ging met paard en wagen langs de boeren en zijn vrouw verkocht vanuit huis. Door de komst van meer auto’s in Nederland werd dit zogeheten venten overbodig. De huishoudzaak groeide en ging zich specialiseren in tuinmeubelen. In 1972 nam zoon Kees Smit de zaak over van zijn ouders. In 1981 bouwde hij een nieuw pand op het bedrijventerrein in Almelo.
In 1990 werd de huidige locatie aan de Ambachtstraat in Almelo geopend. In 2011 nam Henk Smit jr. de zaak over. In 2013 werd een tweede vestiging op het talud van de snelweg A1 bij Amersfoort geopend om de bereikbaarheid te vergroten. In 2019 deelde Henk Smit het eigenaarschap met Mitchel Oude Nijhuis (Directeur E-Commerce en Marketing) en Ohannes Malihas (Directeur Retail). Het meerderheidsbelang van het familiebedrijf bleef echter bij Smit.
In 2021 werd een nieuw distributiecentrum geopend in Almelo met een oppervlakte van 85.000 m². Het bedrijf telde anno 2021 ruim vierhonderd medewerkers. In 2024 kwam het familiebedrijf in handen van familie Roerink via aandelen van Craft Capital.